# Fargo (Musiker)

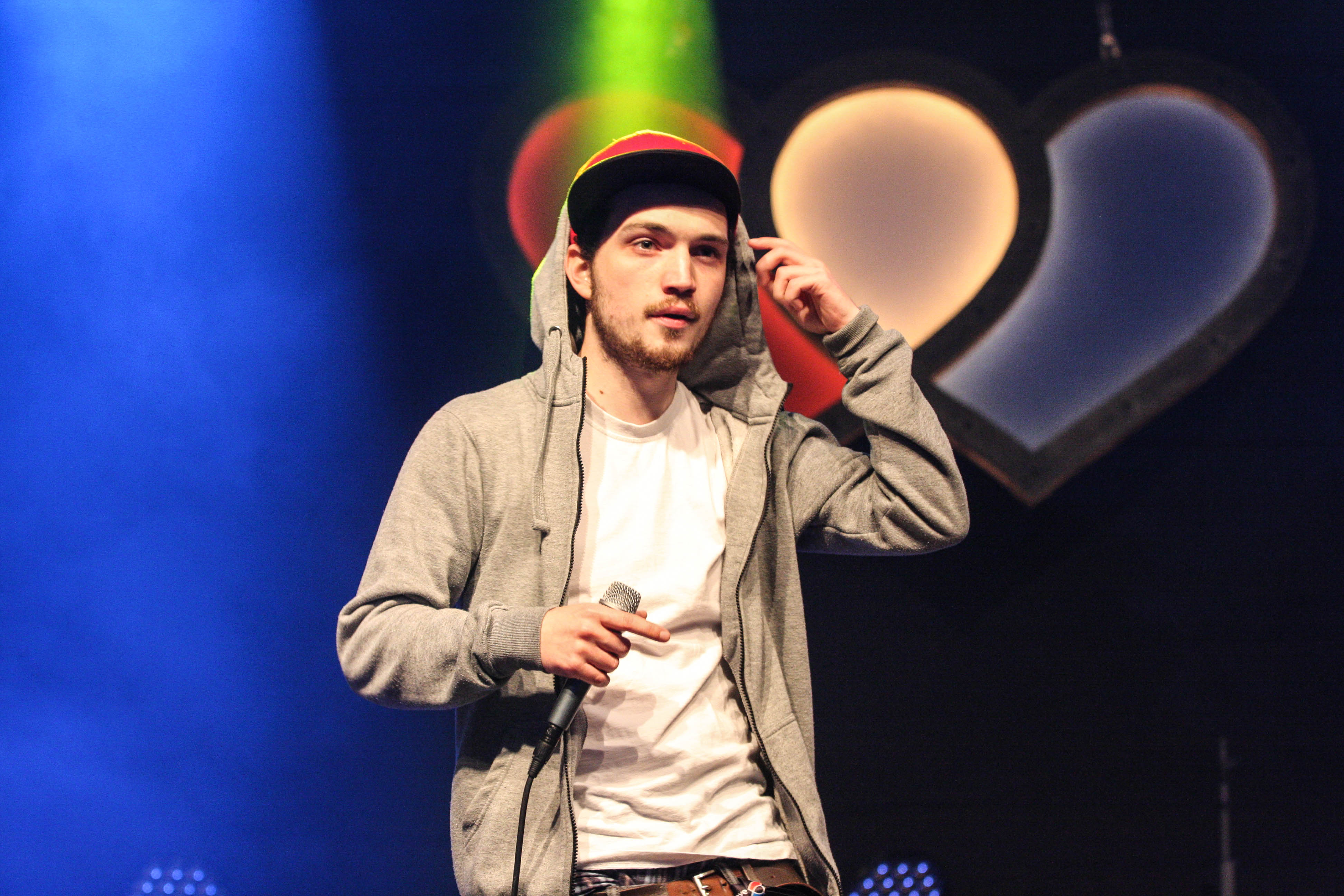
Fargo (2013)

Fargo (* 1988 in Berlin-Marzahn, eigentlich: Falk-Arne Goßler) ist ein Rapper und Sänger aus Berlin. Er wurde vor allem als Frontmann der Band The Love Bülow bekannt.

## Musik
Fargo war sieben Jahre lang Frontmann der Pop-Rap-Band The Love Bülow, die drei Alben veröffentlichte, als Vorgruppe von Bands wie Juli und Silbermond spielte und ihre Musik unter anderem bei Inas Nacht, TV Total und beim Bundesvision Song Contest 2012 präsentieren konnte.
Nach Auflösung der Band im November 2015 widmete sich Falk-Arne Goßler seinem Soloprojekt Fargo. Im September 2016 erschien die Single Einfach Sein, die für eine Kampagne des Discounters Aldi verwendet wird. 2017 folgte sein Debütalbum "Wunderbare Jahre". Nach diversen Single-Veröffentlichungen, darunter der Song "Gutes Gefühl", der Teil des Soundtracks der Nickelodeon-Serie Spotlight wurde, erschien 2023 das zweite Album "Gutes Gefühl".
Neben seinen eigenen Songs schreibt er auch für Künstler wie Tonbandgerät, Julian le Play, SpongeBob, Alina, Körner und andere.

## Projekte
Während der Schulzeit begann er als MC F.A.G. seine musikalische Laufbahn.
Beim inzwischen nicht mehr aktiven Online-Musikmagazin motor.de hatte Fargo die wöchentliche Kolumne „Einfach Fargo“.

## Diskografie
Singles
- 2016: Einfach sein (Motor Music)
- 2017: Nick, wenn du ... (Nickelodeon)
- 2019: Gutes Gefühl (Motor Music)
- 2019: Danke (Motor Music)
- 2020: Glück (Motor Music)
- 2021: Umwege (Motor Music)
- 2021: Gutes Gefühl (Remix) (Motor Music)
- 2022: Liebeslied (für meine Hater) (Motor Music)
- 2023: Eisbär und Pinguin (Motor Music)
- 2023: Copacabana (Motor Music)
- 2023: Ganz Genau Wir (Motor Music)
- 2023: Leuchtturm (Motor Music)

Alben
- 2017: Wunderbare Jahre (Motor Music)
- 2023: Gutes Gefühl (Motor Music)